# Antichloris
Antichloris este un gen de insecte lepidoptere din familia Arctiidae.

## Galerie

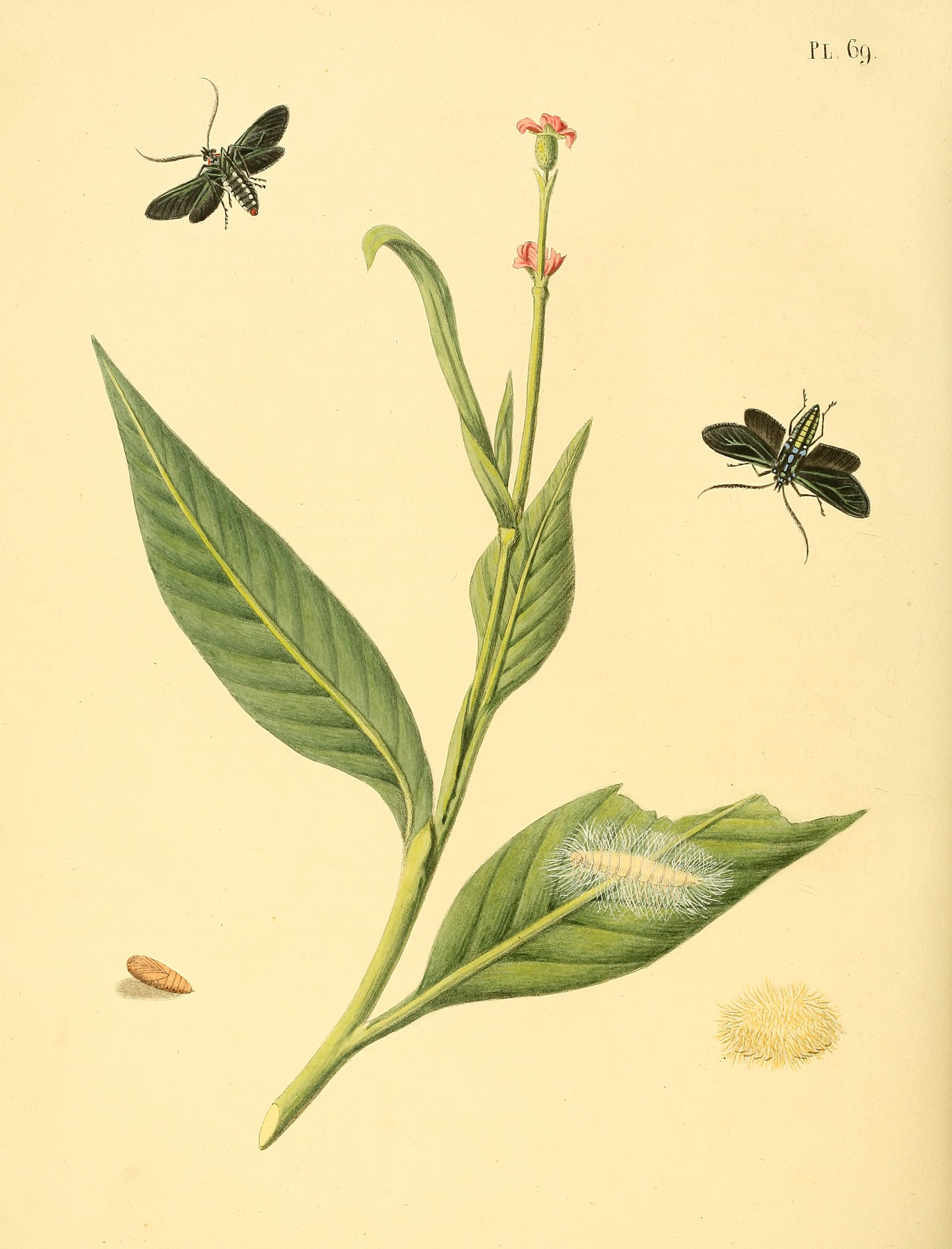

## Specii[1]
- Antichloris affinis
- Antichloris albipunctata
- Antichloris alecton
- Antichloris atrinervis
- Antichloris bricenoi
- Antichloris butleri
- Antichloris caca
- Antichloris caerulescens
- Antichloris caurensis
- Antichloris chalcoviridis
- Antichloris chloroplegia
- Antichloris clementi
- Antichloris cyanopasta
- Antichloris eriphia
- Antichloris flammea
- Antichloris helus
- Antichloris importata
- Antichloris intensa
- Antichloris klagesi
- Antichloris lamalissa
- Antichloris marginata
- Antichloris melanochloros
- Antichloris metallica
- Antichloris miraculosa
- Antichloris musicola
- Antichloris nigrolineta
- Antichloris ornata
- Antichloris painei
- Antichloris phaiodes
- Antichloris phemonoe
- Antichloris pinguis
- Antichloris puriscal
- Antichloris purpurea
- Antichloris quartzi
- Antichloris scapularis
- Antichloris scintillocollaris
- Antichloris scotoptera
- Antichloris scudderii
- Antichloris steinbachi
- Antichloris toddi
- Antichloris trinitates
- Antichloris underwoodi
- Antichloris viridis
- Antichloris viridisaturata
- Antichloris zernyi